# Komirić
Komirić (em cirílico: Комирић) é uma vila da Sérvia localizada no município de Osečina, pertencente ao distrito de Kolubara. A sua população era de 740 habitantes segundo o censo de 2011.

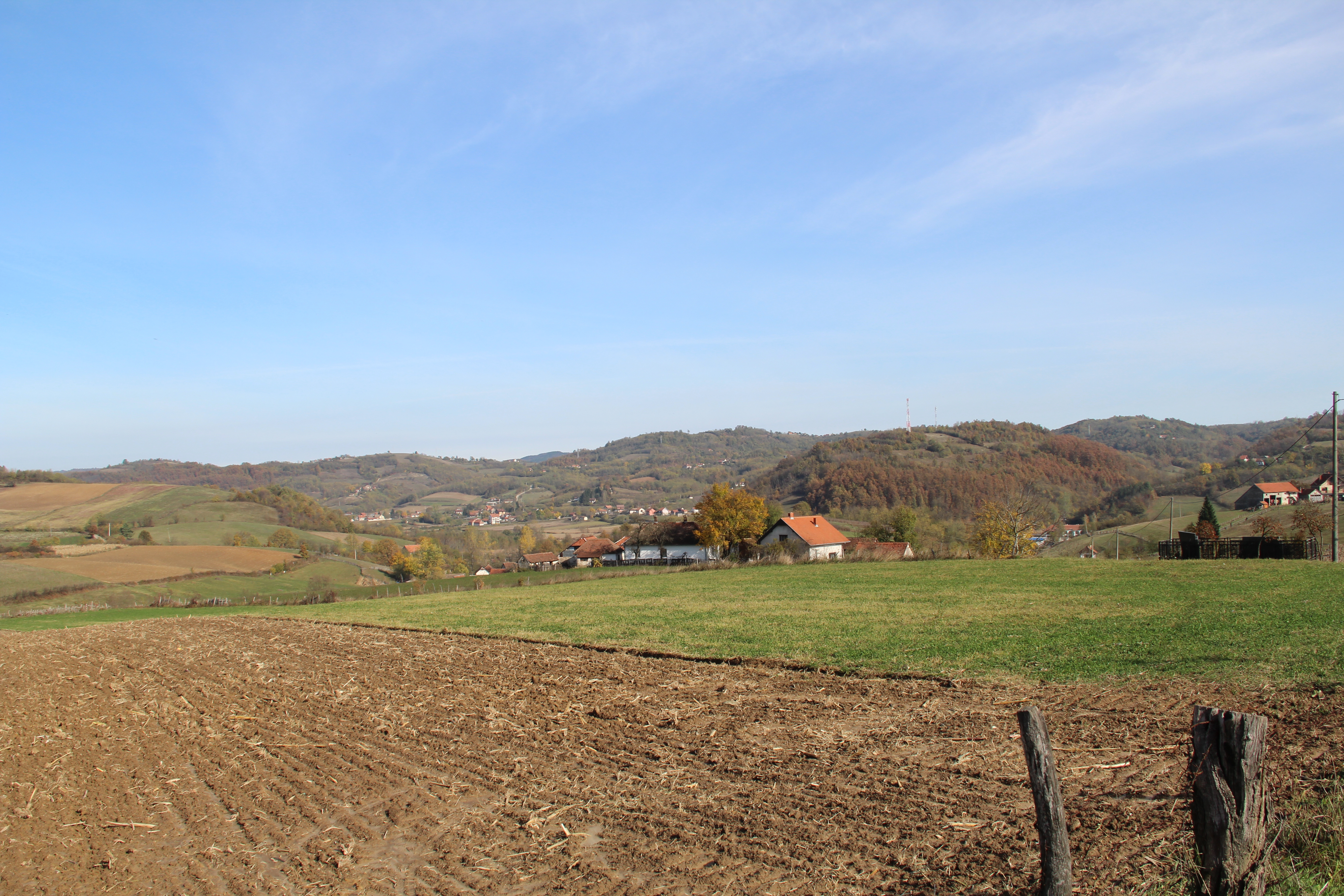
Komirić - panorama
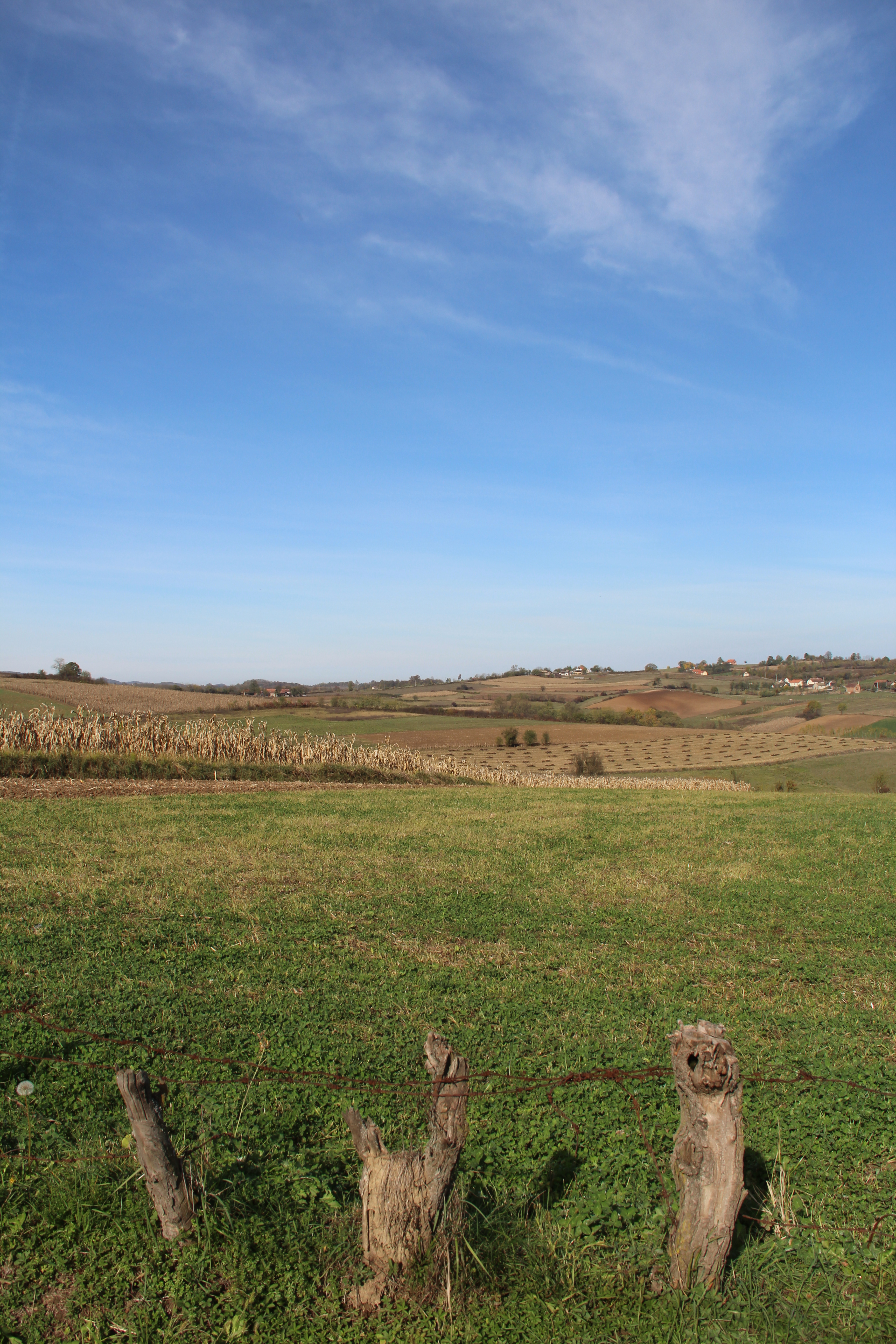
Komirić - panorama
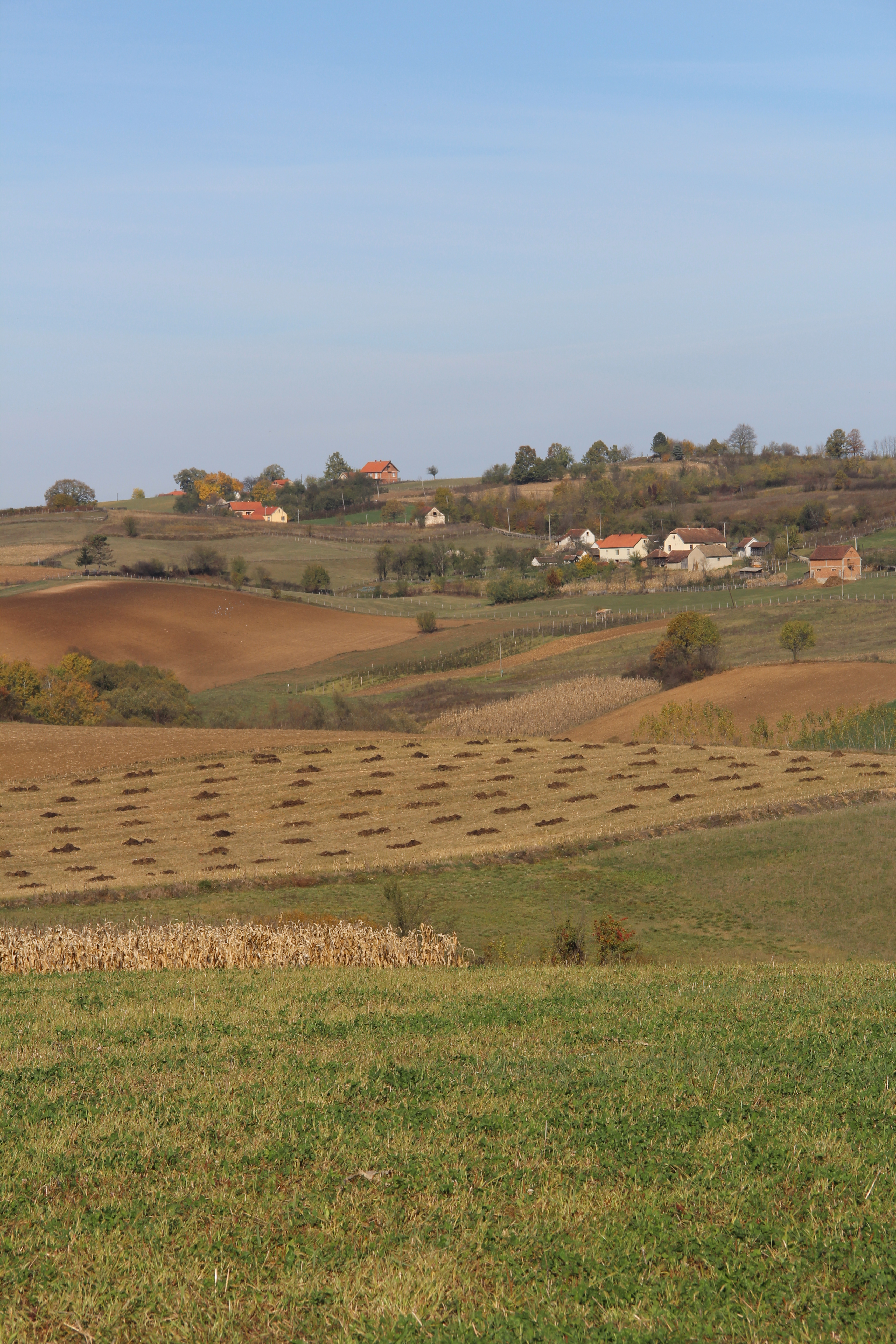
Komirić - panorama
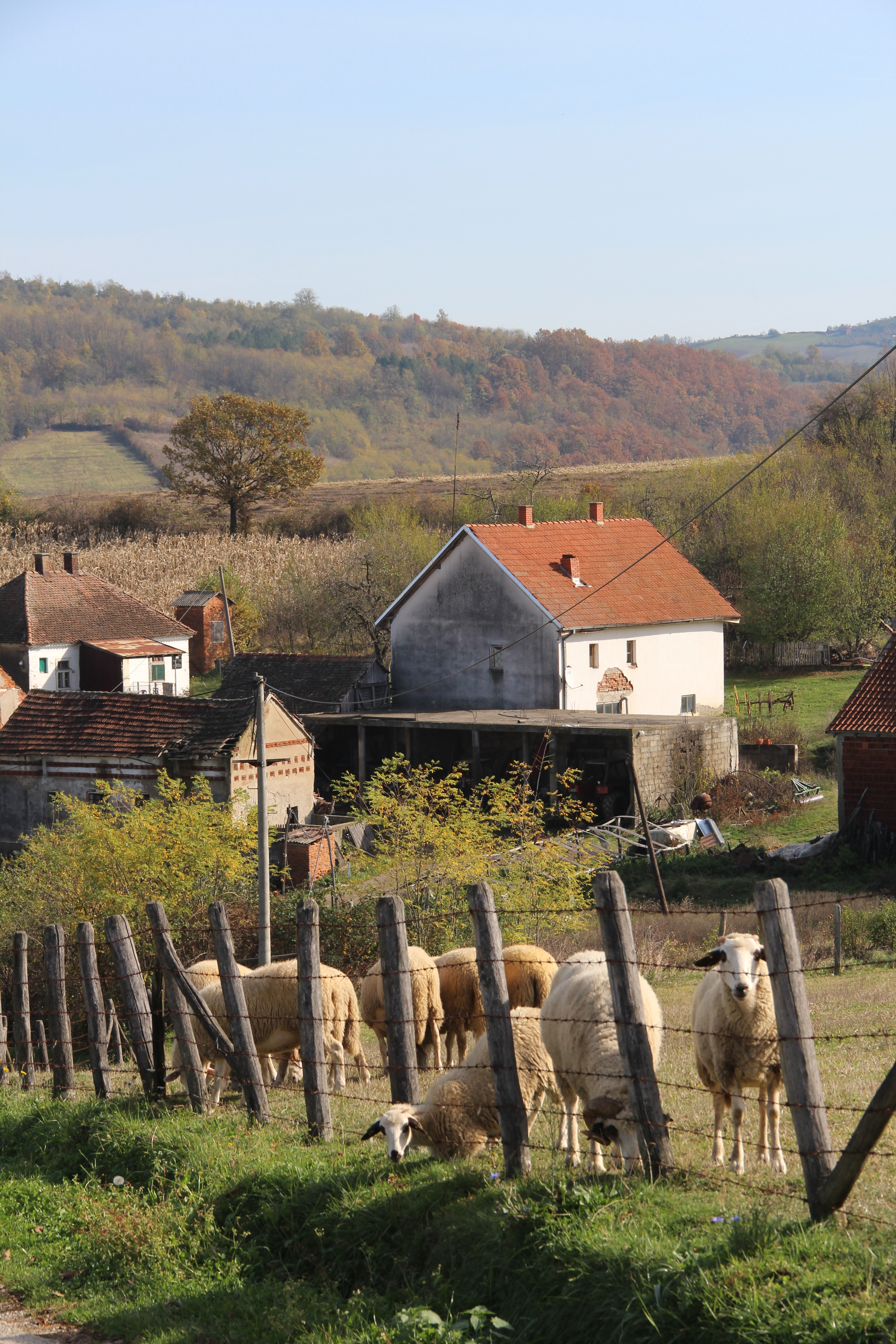
Komirić - panorama
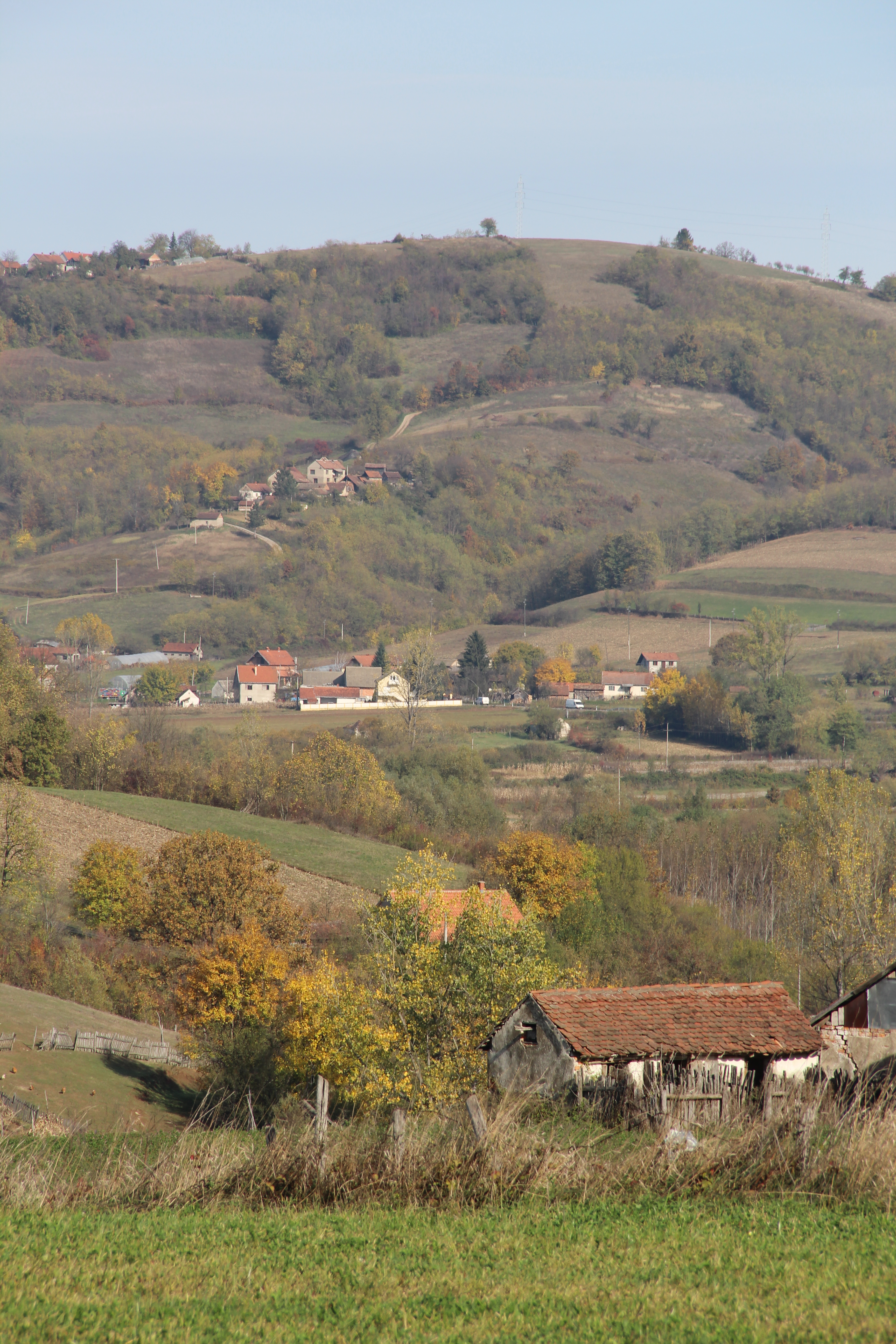
Komirić - panorama
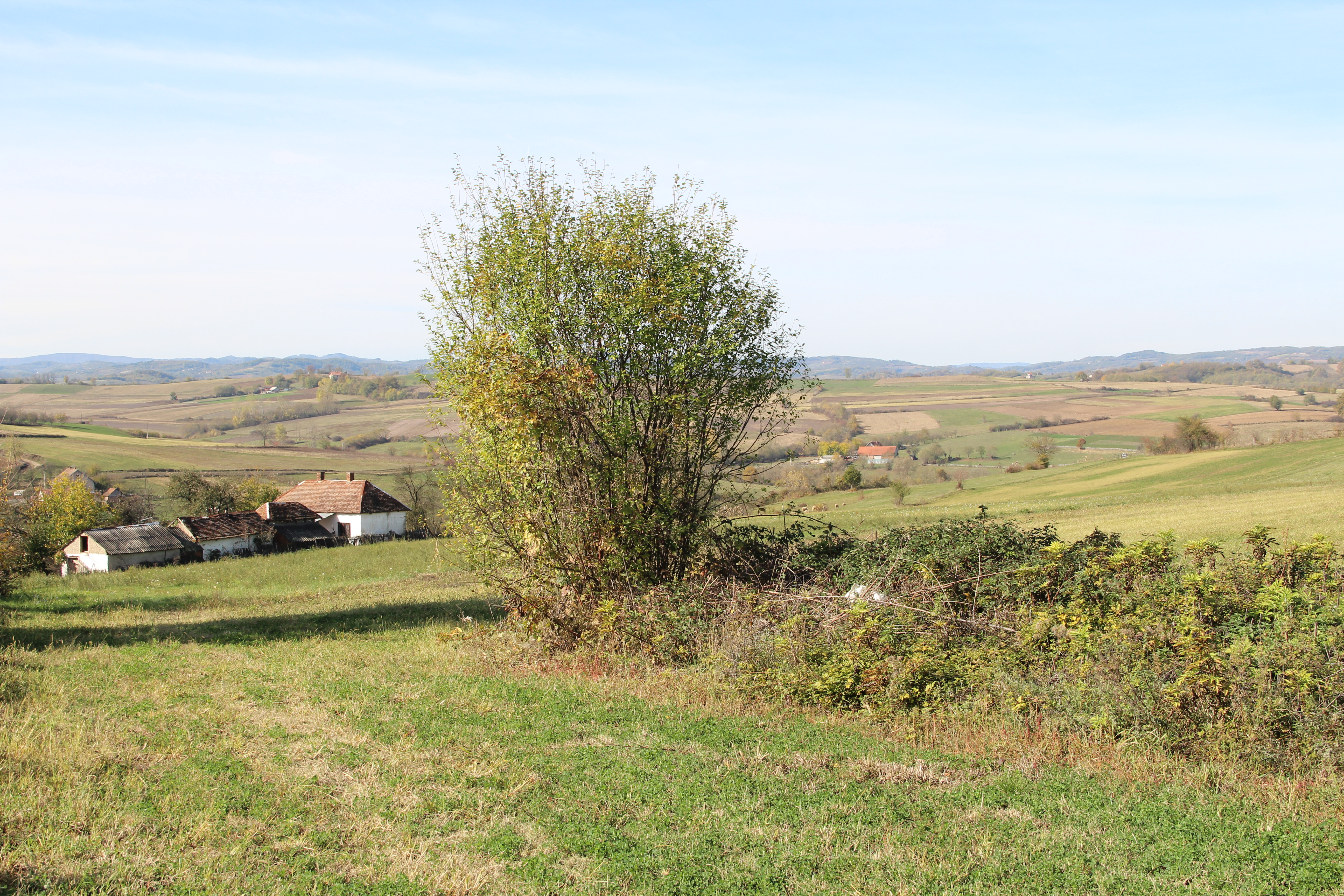
Komirić - panorama
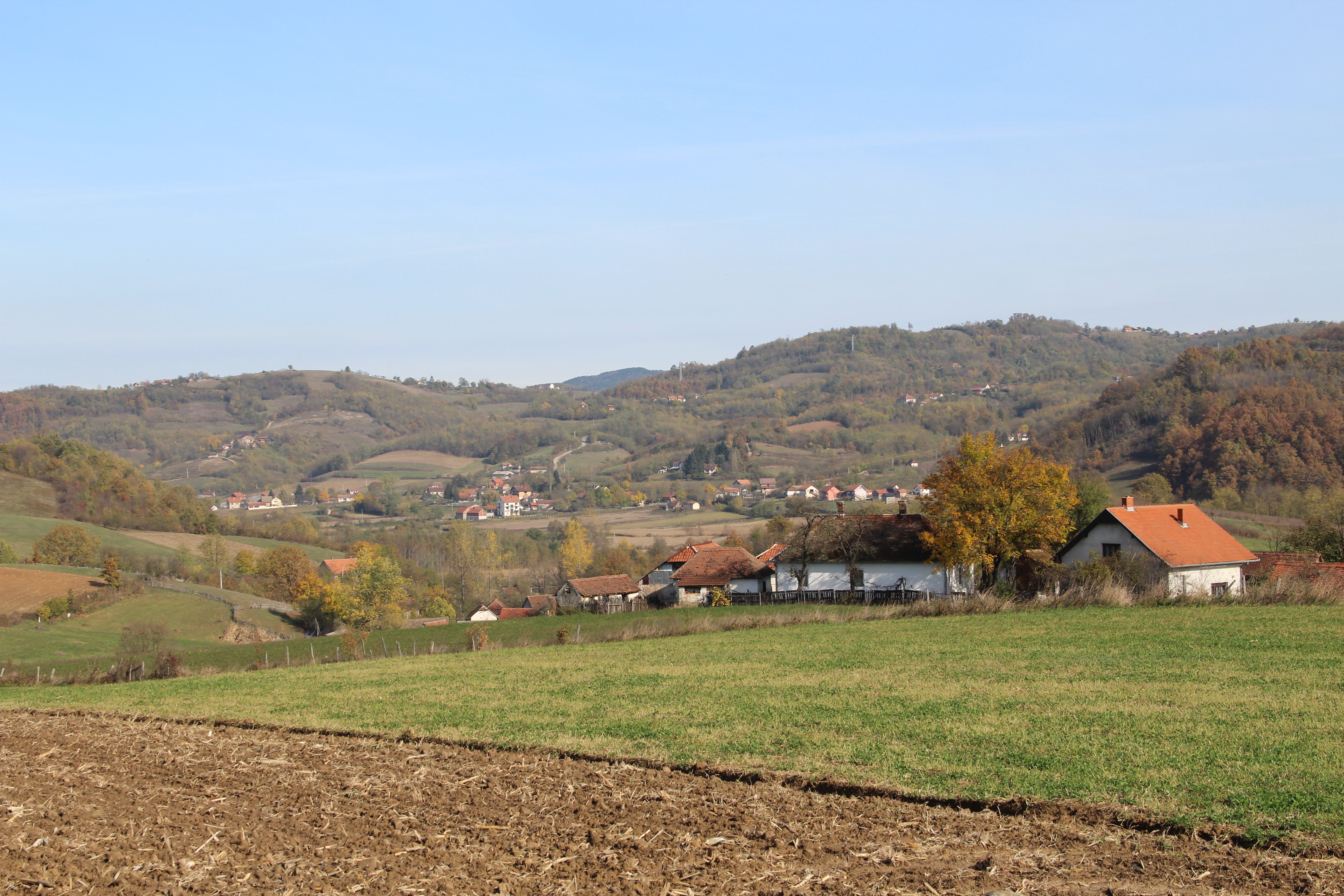
Komirić - panorama
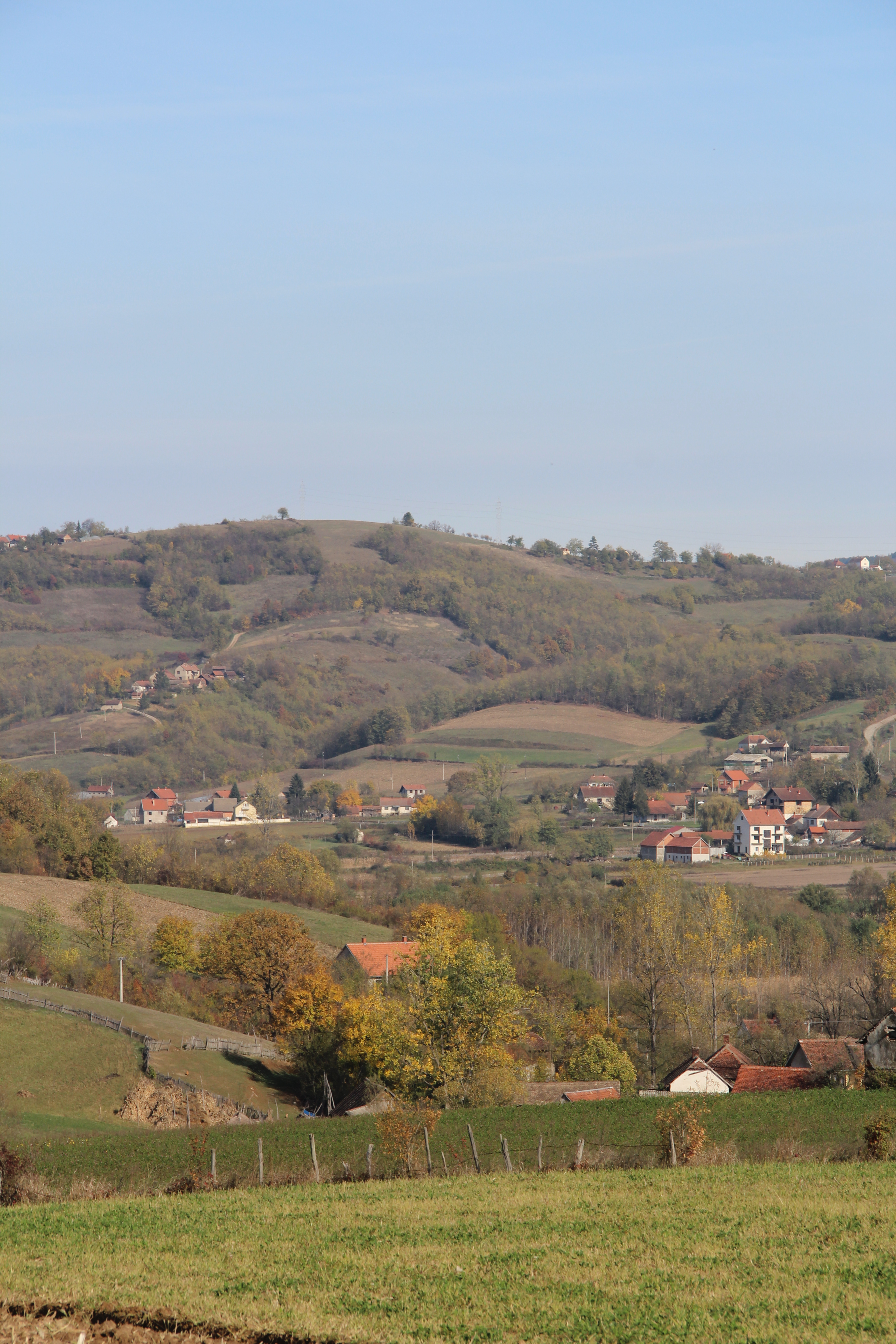
Komirić - panorama
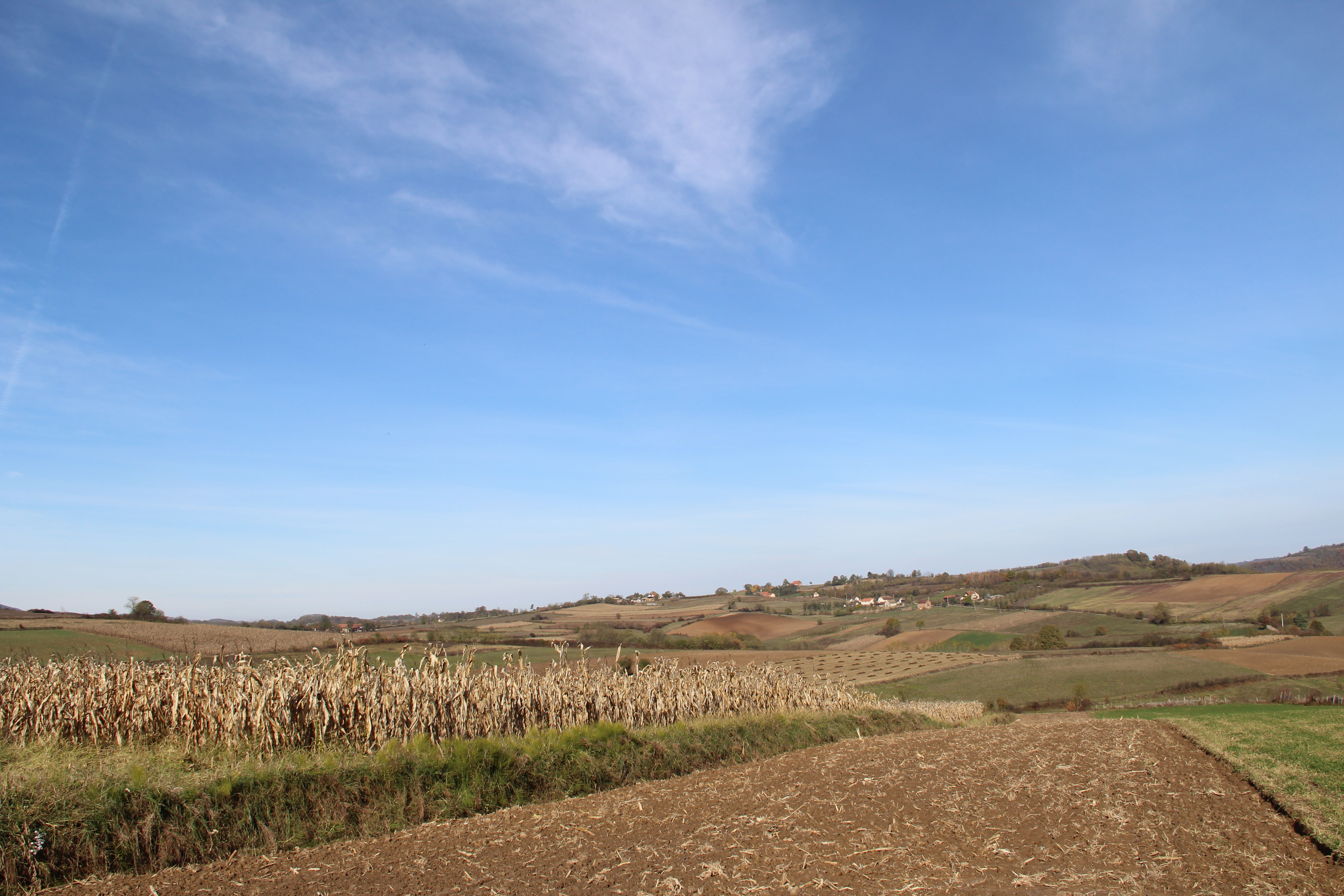
Komirić - panorama

## Demografia
| 1948  | 1953  | 1961  | 1971  | 1981  | 1991  | 2002 | 2011 |
| ----- | ----- | ----- | ----- | ----- | ----- | ---- | ---- |
| 2 111 | 2 151 | 1 829 | 1 533 | 1 387 | 1 122 | 954  | 740  |